# Hédi Berkhissa
Hédi Berkhissa (Remla, Túnez, 28 de junio de 1972-ciudad de Túnez, Túnez, 4 de enero de 1997) fue un futbolista tunecino que jugó en la posición de lateral izquierdo.

## Carrera

### Club
Berkhissa jugó toda su carrera con el Espérance, con quien debutó a los 18 años el 31 de enero de 1991 el derbi de la ciudad de Túnez contra el Club Africain, partido que terminó empatado. Su primer gol con el Espérance lo anotó ante el Club Africain en una victoria por 2-0 del Espérance. En total, Berkhissa jugó 98 partidos de liga con el club y anotó 9 goles. También jugó 13 Partidos de la Copa de Túnez y 24 partidos en competiciones internacionales donde anotó dos goles, los cuales fueron en un partido ante el Zamalek SC.

### Selección nacional
Jugó para Túnez en 26 ocasiones de 1994 a 1997 y anotó seis goles; participó en la Copa Africana de Naciones 1996 donde llegó hasta la final.

## Muerte
El 4 de enero de 1997 en un partido amistoso entre el Espérance y el Lyon de Francia en el Stade Chedli Zouiten, Berkhissa sufrió un ataque cardíaco en los últimos minutos del partido y murió en el campo.

## Logros

### Club
- CLP-1: 1991, 1993, 1994
- Copa de Túnez: 1991
- Copa Africana de Clubes Campeones: 1994
- CAF Super Cup: 1995
- Recopa Árabe: 1993
- Copa Afroasiática: 1995
- Recopa Árabe: 1996

### Individual
- Futbolista tunecino del año en 1995
- Futbolista árabe del año en 1995